# Anders Rydberg
Anders Rydberg (født 3. marts 1903, død 26. oktober 1989) var en svensk fodboldspiller (målmand).
På klubplan spillede Rydberg 15 år for IFK Göteborg. Her var han med til at vinde det svenske mesterskab i 1935.
Rydberg spillede desuden 24 kampe for Sveriges landshold, og repræsenterede sit land ved VM 1934 i Italien.